# 鵜渡川原村
鵜渡川原村（うどがわらむら）は、かつて山形県飽海郡にあった村。

## 沿革
- 1889年（明治22年）4月1日 - 町村制施行に伴い飽海郡鵜渡川原村が村制施行し、鵜渡川原村が発足。
- 1918年（大正7年）8月1日 - 西平田村、中平田村、北平田村との境界変更[1]。
- 1929年（昭和4年）4月1日 - 飽海郡酒田町に編入され消滅。